# کوچک‌شناگر
کوچک‌شناگر (نام علمی: Parvinatator) نام یک سرده از رده خزندگان است.